# Deutsche Fechtmeisterschaften 2006
Bei den Deutschen Fechtmeisterschaften 2006 wurden Einzel- und Mannschaftswettbewerbe in den Disziplinen Degen, Florett und Säbel ausgetragen. Sie wurden vom Deutschen Fechter-Bund organisiert. Da es im Einzel kein Gefecht um den dritten Platz gab, teilten sich diesen die beiden Halbfinalisten. Die Meisterschaften in allen drei Waffen fanden beim Fecht-Club in Tauberbischofsheim statt.
Bei den Damen gewann Anja Schache den Titel im Florett und Imke Duplitzer im Degen. Alexandra Bujdosó gewann ihren ersten Titel im Säbel. Im Herrenflorett gewann Peter Joppich. Im Degen setzte sich Martin Schmitt durch. Im Säbel gewann zum ersten Mal Nicolas Limbach. 

## Herren

### Florett (Einzel)
| Platz | Sportler           | Verein                  |
| ----- | ------------------ | ----------------------- |
| 1     | Peter Joppich      | Königsbacher SC Koblenz |
| 2     | Richard Breutner   | OFC Bonn                |
| 3     | Ralf Bissdorf      | Heidenheimer SB         |
| 3     | Benjamin Kleibrink | OFC Bonn                |

### Florett (Mannschaft)
| Platz | Verein                | Sportler |
| ----- | --------------------- | -------- |
| 1     | FC Tauberbischofsheim |          |
| 2     | OFC Bonn              |          |
| 3     | Heidenheimer SB       |          |

### Degen (Einzel)
| Platz | Sportler         | Verein                  |
| ----- | ---------------- | ----------------------- |
| 1     | Martin Schmitt   | FC Tauberbischofsheim   |
| 2     | Norman Ackermann | FC Tauberbischofsheim   |
| 3     | Christoph Kneip  | TSV Bayer 04 Leverkusen |
| 3     | Jörg Fiedler     | FC Tauberbischofsheim   |

### Degen (Mannschaft)
| Platz | Verein                | Sportler |
| ----- | --------------------- | -------- |
| 1     | SV Böblingen          |          |
| 2     | Heidenheimer SB       |          |
| 3     | FC Tauberbischofsheim |          |

### Säbel (Einzel)
| Platz | Sportler        | Verein                  |
| ----- | --------------- | ----------------------- |
| 1     | Nicolas Limbach | TSV Bayer Dormagen      |
| 2     | Dennis Bauer    | Königsbacher SC Koblenz |
| 3     | Björn Hübner    | FC Tauberbischofsheim   |
| 3     | Harald Stehr    | TSG Eislingen           |

### Säbel (Mannschaft)
| Platz | Verein                  | Sportler |
| ----- | ----------------------- | -------- |
| 1     | FC Tauberbischofsheim   |          |
| 2     | TSV Bayer Dormagen      |          |
| 3     | Königsbacher SC Koblenz |          |

## Damen

### Florett (Einzel)
| Platz | Sportler            | Verein                |
| ----- | ------------------- | --------------------- |
| 1     | Anja Schache        | FC Tauberbischofsheim |
| 2     | Sandra Bingenheimer | FC Tauberbischofsheim |
| 3     | Carolin Golubitzky  | FC Tauberbischofsheim |
| 3     | Katja Wächter       | FC Tauberbischofsheim |

### Florett (Mannschaft)
| Platz | Verein                | Sportler |
| ----- | --------------------- | -------- |
| 1     | FC Tauberbischofsheim |          |
| 2     | SC Berlin             |          |
| 3     | ETuF Essen            |          |

### Degen (Einzel)
| Platz | Sportler          | Verein                  |
| ----- | ----------------- | ----------------------- |
| 1     | Imke Duplitzer    | OFC Bonn                |
| 2     | Marijana Markovic | TSV Bayer 04 Leverkusen |
| 3     | Britta Heidemann  | TSV Bayer 04 Leverkusen |
| 3     | Beate Christmann  | FC Tauberbischofsheim   |

### Degen (Mannschaft)
| Platz | Verein                  | Sportler         |
| ----- | ----------------------- | ---------------- |
| 1     | FC Tauberbischofsheim   | Beate Christmann |
| 2     | Heidenheimer SB         |                  |
| 3     | TSV Bayer 04 Leverkusen |                  |

### Säbel (Einzel)
| Platz | Sportler          | Verein                  |
| ----- | ----------------- | ----------------------- |
| 1     | Alexandra Bujdosó | Königsbacher SC Koblenz |
| 2     | Sibylle Klemm     | TSG Eislingen           |
| 3     | Doreen Häntzsch   | FC Tauberbischofsheim   |
| 3     | Amelie Zerfass    | FC Tauberbischofsheim   |

### Säbel (Mannschaft)
| Platz | Verein                  | Sportler |
| ----- | ----------------------- | -------- |
| 1     | TSV Bayer Dormagen      |          |
| 2     | Königsbacher SC Koblenz |          |
| 3     | TSG Eislingen           |          |